# 哈拉海乡
哈拉海乡，是中华人民共和国黑龙江省齐齐哈尔市龍江縣下辖的一个乡镇级行政单位。

## 行政区划
哈拉海乡下辖以下地区：
红旗村、文古达村、三棵树村、巨宝村、连家岗村、红光村、大坑村和西里村。